# 弗賴貝格湖
47°22′49″N 10°16′6″E / 47.38028°N 10.26833°E

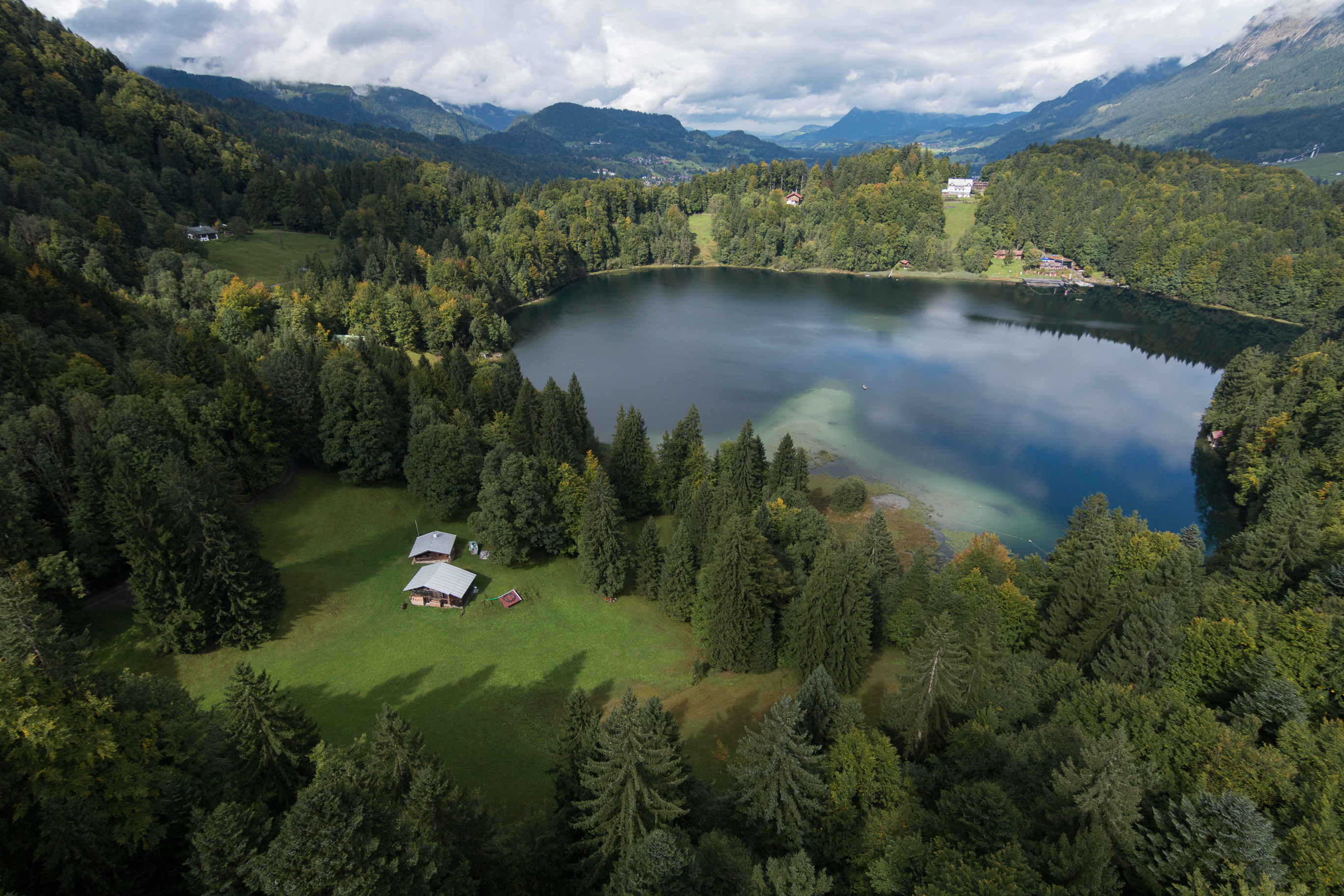

弗賴貝格湖（德語：Freibergsee），是德國的湖泊，位於該國東南部，由巴伐利亞州負責管轄，處於上阿爾高縣，長0.5公里、寬0.5公里，面積0.18平方公里，海拔高度931米，最大水深25米。